# Проценко, Вячеслав Вячеславович
Вячесла́в Вячесла́вович Проце́нко (род. 26 октября 1974) — российский и украинский футболист, защитник, тренер.

## Карьера
Воспитанник команды «Металлист» (Харьков, Украина), тренер — Б. Д. Бовт.
Дебютировал на профессиональном уровне в 1992 году в третьей лиге Украины за фарм-клуб «Металлиста» — харьковский «Олимпик».
В 1993 году, после окончания контракта с «Металлистом», перешёл в клуб российской Высшей лиги «Жемчужина» (Сочи), где провёл три сезона. В дальнейшем выступал за чайковскую «Энергию» и красноярский «Металлург».
С 2006 по 2014 год выступал за кировское «Динамо».